# Chaerephon bemmeleni
Chaerephon bemmeleni је врста сисара из реда слепих мишева (Chiroptera) и породице Molossidae.

## Распрострањење
Ареал врсте Tadarida bemmeleni обухвата већи број држава у Африци. Врста је присутна у следећим државама: ДР Конго, Судан, Кенија, Танзанија, Обала Слоноваче, Гвинеја, Сијера Леоне, Уганда, Камерун, Либерија и Руанда. Присуство је непотврђено у следећим државама: Етиопија, Буркина Фасо, Централноафричка Република, Чад, Гвинеја Бисао, Мали, Нигерија, и Сенегал.

## Станиште
Станишта врсте су шуме, саване и травна вегетација. Врста је по висини распрострањена до 1.700 метара надморске висине.

## Угроженост
Ова врста је наведена као последња брига, јер има широко распрострањење и честа је врста.